# 揚科·蒂普薩雷維奇
揚科·蒂普薩雷維奇（Janko Tipsarević，1984年6月22日—），是一位塞爾維亞職業網球運動員。於2002年轉為職業選手。單打最高世界排名第8位，於2012年4月2日創造。他贏得過2001年澳網青少年組的冠軍。目前他是塞爾維亞排名第二的男子網球選手。2011年年終排名第9位，並首次以第一替補身份進入ATP世界巡迴賽總決賽。

## 外部連結
- 官方网站
- 揚科·蒂普薩雷維奇（英文/西班牙文）的官方資料
- 揚科·蒂普薩雷維奇的國際網球總會 職業／青少年 官方資料（英文）
- 揚科·蒂普薩雷維奇的官方資料（英文）